# 田军 (1970年)
田军（1970年10月—），男性，汉族，湖北省五峰土家族自治县人，中华人民共和国政治人物。

## 生平
田军长期在湖北省公共安全部门任职，曾担任中共当阳市委常委、市委政法委书记，宜昌市公安局党委委员、副局长。2020年4月，田军调离宜昌市，转任中共湖北省监狱管理局党委委员、副局长。2021年11月15日，田军调入恩施州，出任政府副州长兼州公安局局长。
2023年，田军因为严重违法违纪，被中共湖北省纪委监委纪律调查、监察调查，并于同年12月被开除党籍和公职。